# Rhipidia conica
Rhipidia conica är en tvåvingeart. Rhipidia conica ingår i släktet Rhipidia och familjen småharkrankar.

## Underarter
Arten delas in i följande underarter:
- R. c. conica
- R. c. turrifera